# (37501) 2130 T-2
2130 T-2 (asteroide 37501) é um asteroide da cintura principal. Possui uma excentricidade de 0.13136430 e uma inclinação de 9.23827º.
Este asteroide foi descoberto no dia 29 de setembro de 1973 por Cornelis Johannes van Houten e Ingrid van Houten-Groeneveld e Tom Gehrels em Palomar.